# Cầu Dần Xây
Cầu Dần Xây là một cây cầu bắc qua sông Dần Xây trên tuyến đường Rừng Sác tại huyện Cần Giờ, Thành phố Hồ Chí Minh, Việt Nam.
Cầu nối liền hai xã An Thới Đông và Long Hòa, nằm cách bến phà Bình Khánh khoảng 22 km về phía nam và cách thị trấn Cần Thạnh khoảng 19 km về phía bắc.
Cầu Dần Xây có kết cấu bê tông cốt thép dự ứng lực, dài 387,5 m và rộng 11 m, tải trọng 30 tấn.
Công trình được khởi công xây dựng vào năm 1998 và hoàn thành năm 2001. Trước khi cầu được xây dựng, các phương tiện phải qua phà Dần Xây, là phà thứ hai trên đường đi từ trung tâm Thành phố Hồ Chí Minh đến trung tâm huyện Cần Giờ.